# Décès en 1170
Décès
- 1166
- 1167
- 1168
- 1169
- 1170
- 1171
- 1172
- 1173
- 1174

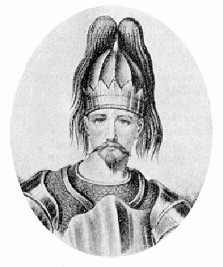
Mstislav II de Kiev, mort en 1170.

Cette page dresse une liste de personnalités mortes au cours de l'année 1170 :
- 22 janvier : Wang Chongyang, fondateur du courant taoïste Quanzhen et l’un des Cinq patriarches du Nord.
- 2 avril : Pierre Ier, évêque de Marseille.
- 26 juin : Jean d'Eu, comte d'Eu,  vassal des ducs de Normandie et seigneur d'Hastings (Angleterre).
- 29 juin : Athanase Ier Manassès, patriarche melkite d'Antioche.
- 17 juillet : Eberhard von Otelingen, évêque de Bamberg.
- 21 juillet : Ulrich Christophe Radziwiłł, général de cavalerie (1742), greffier de Lituanie (1762).
- 25 juillet : Renaud II de Bar, comte de Bar et seigneur de Mousson.
- 19 août: Mstislav II de Kiev, Grand-prince du Rus' de Kiev de la dynastie des Riourikides.
- 18 novembre : Albert Ier de Brandebourg, prince du Saint-Empire romain germanique, duc de Saxe et margrave de Brandebourg.
- 22 novembre : Guillaume de La Palud, ecclésiastique valdôtain, évêque d'Aoste.
- 28 novembre : 
  - Owain ap Gruffydd, roi de Gwynedd (Pays de Galles).
  - Frédéric V, duc de Souabe.
- 17 décembre : Wivine de Grand-Bigard, ermite, moniale bénédictine et sainte brabançonne, considérée comme la fondatrice du monastère de Sainte-Wivine à Grand-Bigard.
- 29 décembre : Thomas Becket, archevêque.

- Gaston V de Béarn, vicomte de Béarn, de Gabardan et de Brulhois.
- Christine Björnsdotter, reine de Suède et de Finlande.
- Étienne de Rouen, chroniqueur et poète normand.
- Hugues d'Ibelin, seigneur d'Ibelin et de Rama.
- Hywel ab Owain Gwynedd, prince et barde gallois.
- Joseph Kimhi, rabbin, poète, grammairien, exégète biblique et traducteur provençal.
- Minamoto no Tametomo, samourai ayant participé à la Rébellion Hōgen de 1156 pour défendre le siège de Shirakawa-den.
- Narathu, roi de Pagan, en Birmanie.
- Phagmo Drupa, bouddhiste tibétain.
- Roupen II d'Arménie, prince des Montagnes roupénide.
- Werner de Minden, évêque de Minden.

date incertaine (vers 1170)
- Jaufré Rudel, troubadour aquitain de langue d'oc.

## Crédit d'auteurs
- Cet article est partiellement ou en totalité issu de l'article intitulé « 1170 » (voir la liste des auteurs).